# 南百祐
南 百祐（ナム・ベグ、朝鮮語: 남백우、1886年11月 - 没年不詳） は、日本統治時代の朝鮮の実業家。朝鮮総督府中枢院参議を務めた。
朴緑珠の元夫であった。

## 生涯
咸鏡南道元山出身。地元で有名な富豪であった。元山日本語学校を経て、普成専門学校法科卒業。1920年ごろに元山のパンソリ大会に出場した朴緑珠と出会った。1921年より元山貿易株式会社と北鮮倉庫株式会社の支配人を務め、元山貿易株式会社理事、株式会社フンオプ社監査役、株式会社元山館監査役などを務め、 元山青年会と元山市営会、元山市民協会などの団体を創設した。商工会議所副会長、元山府会議員、咸鏡南道道会議員などを務め、中枢院参議に選ばれ、1941年に発足した朝鮮臨戦報国団では評議員を務めた。没年は不明である。2002年に発表された親日派708人名簿と2008年に公開された民族問題研究所の親日人名辞典収録予定者名簿の中で中枢院部門にすべて含まれた。 2009年、親日反民族行為真相糾明委員会が発表した親日反民族行為705人名簿にも含まれた。